# Jaime Córdoba
Jaime Miguel Córdoba Taborda (sinh ngày 7 tháng 5 năm 1988 ở Cali) là một cầu thủ bóng đá người Colombia thi đấu ở vị trí tiền vệ cho América de Cali. He previously thi đấu cho América de Cali, Junior Barranquilla và Atlético Nacional.
Córdoba trở nên nổi tiếng sau khi có một suất đá chính ở América de Cali lúc 20 tuổi và giúp đội bóng giành chức vô địch thứ 13. Màn trình diễn của anh dẫn đến việc FIFA nêu tên anh là một trong những cầu thủ trẻ xuất sắc nhất năm 2009.